# Белецкая, Белла Георгиевна
Белла Георгиевна Белецкая (июнь 1903—1960[уточнить]) — советская актриса театра и немого кино. Заслуженная артистка Грузинской ССР (1943).

## Биография
Играла на театральных сценах и снималась в кино на Украине. В 1926 г. популярную киноактрису, пригласили в Грузию специально для съемок в трилогии режиссёра Владимира Барского по произведениям М. Ю. Лермонтова «Княжна Мери» (1926 г.), «Бэла», («Человек-коршун», 1927 г.) и «Максим Максимыч» («Тамань», «Фаталист», 1927 г).
Белла Белецкая была одной из ведущих актрис тбилисских русских театров «Красной армии» и Драматического театра имени Грибоедова.
В 1943 г. Белла Георгиевна Белецкая была удостоена почетного звания заслуженной артистки Грузинской ССР.

## Избранная фильмография
- 1922 — «Голод и борьба с ним»
- 1923 — «Магнитная аномалия» (короткометражный) — машинистка
- 1923 — «Потоки» — Мотря
- 1926 — «Ханума»
- 1926 — «Княжна Мери» — Вера
- 1926 — «В когтях советской власти» — Рита
- 1927 — «Бэла» — жена казначея
- 1927 — «Максим Максимыч» — черкешенка
- 1928 — «Женщина с ярмарки» — Эллен Вей, третья жена Адамса
- 1928 — «Любовь под вязами»
- 1929 — «Севиль» (др. название «Женщина Азербайджана») -